# Construcciones Navales del Norte

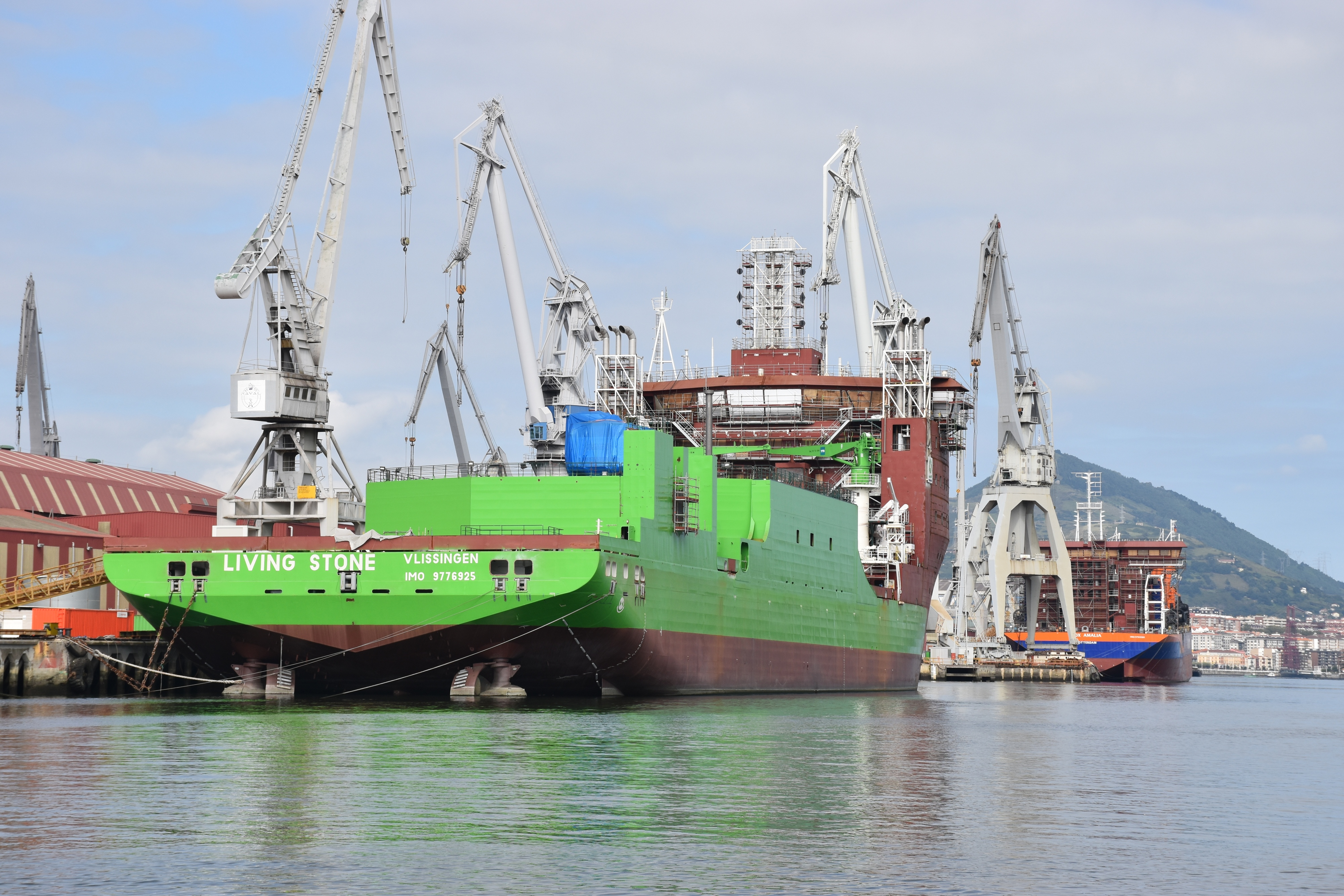
El Living Stone y Vox Amalia en construcción en LaNaval de Sestao, 2017.

Construcciones Navales del Norte (La Naval) fue una empresa española de diseño y fabricación de buques ubicada en Sestao, Vizcaya. 
Fue fundada en 2005, heredera de la tradición productiva, instalaciones y parte de la plantilla del histórico astillero conocido como Sociedad Española de Construcción Naval, «La Naval»  o «La Naval de Sestao».

## Productos
Construcciones Navales del Norte se dedicó a la fabricación de buques de gran tonelaje. A finales de 2008 solo había llegado a entregar un buque. Se trataba del Sestao Knutsen un barco gasero de 271 metros de eslora y 42,50 metros de manga. El cliente era un armador noruego y el barco se utiliza para el transporte de GNL. A finales de dicho año tenía en fabricación o en cartera otros cuatro buques; tres dragas de succión, dos de ellas consideradas como «las de mayor capacidad jamás construidas»; así como un Fall pipe vessel, buque diseñado para el tendido de tuberías en alta mar.

## Actividad
La Naval realizaba mediante su plantilla las labores de ingeníería y coordinación de los proyectos. Las labores de montaje, instalaciones eléctricas, armamento, etc., eran llevadas a cabo principalmente por talleres y empresas auxiliares subcontratadas. 

## Accionariado
Los accionistas mayoritarios de La Naval fueron:
- Astilleros de Murueta, S.A. : es un astillero de mediano tamaño situado en la localidad vizcaína de Murueta.
- IDIE (Inversor para el Desarrollo de Iniciativas Empresariales) (34,36%): empresa de inversión perteneciente al Grupo Ingeteam.

## Historia

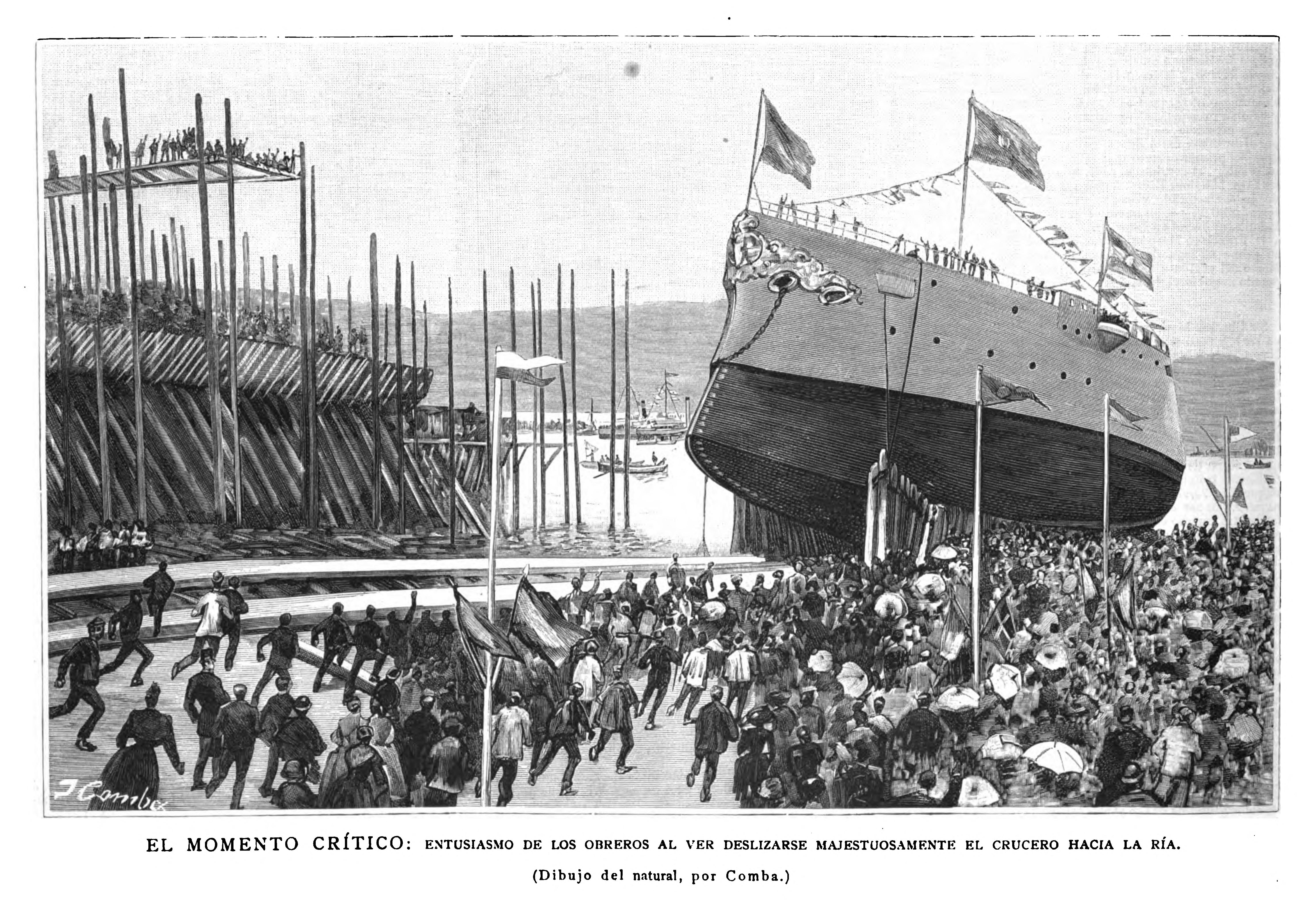
Botadura del crucero acorazado Infanta María Teresa en 1890. Dibujo del natural por Juan Comba.

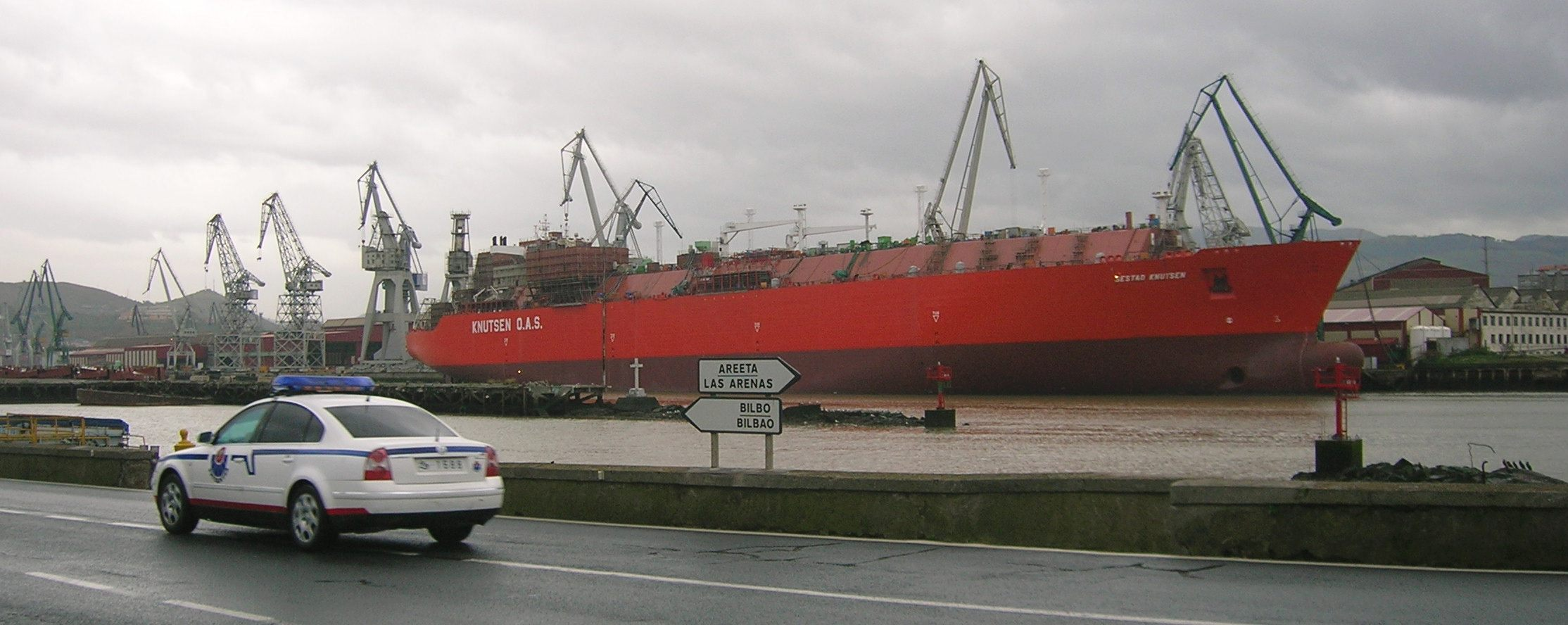
Construcción del gasero Sestao Knutsen en «La Naval», 2006.

Construcciones Navales del Norte fue un consorcio creado en 2005 por varias empresas interesadas en adquirir al estado el histórico astillero de Sestao conocido como «La Naval». Así, aunque formalmente se trataba de una empresa muy joven, ocupaba las instalaciones y siguió con la tradición productiva del más importante astillero del País Vasco del siglo XX, «La Naval de Sestao», que fue inaugurado en 1916. En 2020 fue vendida, tras su definitiva quiebra, a la empresa belga VGP.

### Cronología
- 1870: se funda la The Cantabrian Iron Company comprando terrenos en Sestao y hornos formando la fábrica de San Francisco aunque no se puso en funcionamiento debido a la tercera guerra carlista
- 1876: terminada la tercera guerra carlista, la sociedad The Cantabrian Iron Company abandona el proyecto fabril y en 1879 vende sus instalaciones al marqués de Mudela.
- 1880: El marqués de Mudela, Francisco de las Rivas y Ubieta, funda la San Francisco de Mudela o San Francisco de Desierto, delegando la administración de la misma en su sobrino José María Martínez de las Rivas.
- 1886: el hijo del primer marqués de Mudela vende la San Francisco a su primo José María Martínez de las Rivas.
- 1891: José María Martínez de las Rivas, junto con Charles Palmer, crea una nueva fábrica y funda Astilleros del Nervión, tras la adjudicación del contrato de construcción de tres acorazados para la Marina Española.
- 1908: se constituye en Madrid la Sociedad Española de Construcción Naval con el objetivo de construir buques de guerra para la Armada Española. Su presidente fue Tomás de Zubiría Ybarra, el mismo que Altos Hornos de Vizcaya por ello los negocios entre ambas empresas fueron comunes. El estado le cede los arsenales de Ferrol y Cartagena, así como otras instalaciones en Cádiz.
- 1915: la empresa diversifica su negocio con la construcción de buques civiles. Para atender a la fuerte demanda causada por la Primera Guerra Mundial, levanta un nuevo astillero situado en Sestao; el anterior -Astilleros del Nervión- también estaba en Sestao pero cercano a Baracaldo, zona La Punta-Desierto. Para la construcción de esta instalación fue necesario firmar un alquiler, con opción de compra, de unos terrenos en propiedad de Altos Hornos de Vizcaya. Este astillero se especializará en buques civiles. Nace «La Naval de Sestao».
- 1916: comienza la actividad del nuevo astillero de Sestao.
- 1919-1920: Altos Hornos de Vizcaya compró todas las acciones de Astilleros del Nervión y de la fábrica de San Francisco. Sin embargo, se acordó ceder una participación a «La Naval», de nuevo mediante la fórmula de contrato de arriendo con opción de compra de determinados terrenos e instalaciones.
- 1920: el rey español Alfonso XIII inaugura la construcción número 1 del astillero, el trasatlántico Alfonso XIII, con 146 metros de eslora y una capacidad de 1.809 pasajeros.
- 1924: «La Naval» hace efectiva la opción de compra y adquiere a Altos Hornos de Vizcaya los Astilleros del Nervión que llevaban varios años alquilados y que pasan a constituir la misma empresa.
- Hacia 1925 el astillero se ve obligado a fabricar material ferroviario para afrontar la primera caída importante de carga de trabajo de su historia.
- 1936-1939: Guerra civil española. Se produce un parón en la actividad del astillero. Tras la guerra, la Sociedad Española de Construcción Naval pierde el control de los astilleros militares de Ferrol y Cartagena, que volvieron a ser controlados por el estado; y se centró exclusivamente en la construcción de buques civiles en Cádiz y Sestao.
- 1940-1979: el Astillero de Sestao se especializa en la construcción de grandes buques mercantes. También construye motores diésel marinos de gran potencia.
- 1944: se entregan los primeros buques construidos después de la Guerra Civil.
- 1946: el pesquero Tornado se convierte en la construcción 50 de su historia.
- 1961: La Naval entrega su construcción número 100, el petrolero Campocerrado para Campsa.
- 1969: se llevó a cabo una reorganización del sector de la construcción naval civil española. Se fusionaron la empresa pública Astilleros de Cádiz, con las privadas «La Naval» y Astilleros Euskalduna de Bilbao. La Naval aportó un 31,8% a la nueva sociedad que se denominó Astilleros Españoles (AESA). AESA se convirtió en el cuarto astillero del mundo por capacidad productiva.
- 1969-1974: dentro de AESA, «La Naval de Sestao» se va especializando en la construcción de petroleros y graneleros de gran tamaño, los tipos de buques con mayor demanda por aquel entonces.
- 1974: se inicia la crisis del sector de la que el astillero nunca se ha llegado a recuperar del todo.
- 1975: entrega su construcción número 200, el petrolero Ondiz
- 1979: el estado español queda como único accionista de AESA a través del INI al huir de la empresa la iniciativa privada.
- 1982-1986:  comienzo de la reconversión industrial del sector. Pérdida de empleo y recorte de la capacidad productiva. AESA se mantiene con ayudas públicas para competir con los astilleros coreanos.
- 1986: entrada de España a la CEE. A partir de entonces las ayudas públicas van reduciéndose paulatinamente para acomodarse a la normativa europea.
- 1988-1989: AESA cierra las antiguas instalaciones de Euskalduna en Bilbao (Olaveaga y Asúa) y concentra la actividad de estos astilleros en las instalaciones de La Naval en Sestao, aunque con cifras más modestas de producción y empleo.
- 1988-2000: «La Naval de Sestao» se va especializando en buques de mayor contenido tecnológico y precio como transportes químicos y particularmente gaseros.
- 1998: la SEPI reorganiza la estructura de AESA. Se crea una nueva sociedad filial de la misma, Astilleros de Sestao S.R.L., formada por el astillero vasco.
- 2000: AESA se fusiona con la Empresa Nacional Bazán, dedicada a la construcción de buques militares, dando lugar a una nueva empresa denominada IZAR.
- 2004: el proyecto como empresa de IZAR fracasa a causa de varias razones, entre ellas la imposibilidad de conseguir pedidos de buques civiles y la obligación de IZAR de devolver las ayudas que el gobierno le había concedido tras ser declaradas estas ilegales por parte de la UE. Ante esa tesitura el Gobierno decide segregar los astilleros de IZAR; por un lado constituye una nueva empresa denominada Navantia, dedicada a la construcción militar y que incluye los astilleros de la antigua Bazán y tres de los que formaban AESA. Los cuatro astilleros que quedan fuera de la nueva sociedad, entre los que se encuentra la Naval de Sestao, entran en proceso de liquidación y eventual venta de sus activos a la iniciativa privada si saliesen compradores que garantizasen la continuidad de la actividad. Son prejubilados 578 trabajadores.
- 2005: varias empresas e inversores constituyen la sociedad Construcciones Navales del Norte (CNN) para optar a la compra del astillero de Sestao, declarado por el SEPI «en venta».
- 2006: la SEPI adjudica la venta del astillero de Sestao a CNN. Las cifras de la venta no trascienden aunque algunos medios de comunicación la cifran en torno a 5 millones de euros  (enlace roto disponible en Internet Archive; véase el historial, la primera versión y la última)., el compromiso de mantener 340 trabajadores de la anterior plantilla y finalizar la obra en curso. Otros 236 trabajadores de la plantilla son sometidos a un ERE.
- 2007: entrega del buque gasero Sestao Knutsen, dedicado al transporte de GNL, primer barco entregado por el astillero bajo la denominación de C.N.N. La empresa obtiene beneficios en el ejercicio.
- 2008: Botadura de la draga más grande del mundo, la draga Cristóbal Colón.
- 2009: Botadura de la 2.ª draga más grande del mundo, la draga Leiv Eiriksson, hermana de la draga Cristóbal Colón, de características similares.
- 2019: Los trabajadores de La Naval son asumidos por la empresa estatal Navantia tras la quiebra del astillero vizcaíno.
- 2020: Los terrenos de la empresa son vendidos al fondo VGP, dando así punto final a un siglo de construcción naval en Sestao.
- 2022: Demolición del conjunto de 18 edificios y estructuras industriales de la extinta empresa, desguace de las grúas desescombro del solar [2]

## Barcos famosos
- Infanta María Teresa: Botado en 1890 y hundido en 1898 durante la guerra de Cuba.

- Vizcaya: Botado en 1891 y hundido en 1898 durante la guerra de Cuba. Cabe mencionar que este barco forma parte del Escudo de Sestao.

- Almirante Oquendo: Botado en 1891 y hundido en 1898 durante la guerra de Cuba.

- Trasatlántico Alfonso XIII: con 146 metros de eslora y una capacidad de 1.809 pasajeros, fue inaugurado por el rey Alfonso XIII en 1920.

- Petrolero Urquiola: petrolero de 111.000 TRB construido en 1973 para Naviera Artola de Bilbao y causante de una marea negra en La Coruña en 1976.

- Tove Knutsen: petrolero de 105.000 TRB entregado en 1989 al armador noruego Knutsen OAS Shipping AS. En aquel momento fue buque de mayor manga botado en la Ría del Nervión.

- Iñigo Tapias: entregado en 2003.

- Gasero Bilbao Knutsen: entregado en 2004.

- Gasero Sestao Knutsen: entregado en 2007.

- Draga Cristóbal Colón: Draga más grande del mundo. Empleada para, entre otros proyectos, construir las gigantescas Islas Palm de Dubái. Eslora total: 223 metros. Manga: 40 metros. Capacidad de la cántara de carga 46.000 m³. Peso muerto 78.000 Tm. Calado en carga 15,15 m. Diámetro del tubo de succión 1.300 mm. Profundidad de dragado máxima 155,00 m.

- Draga Leiv Eiriksson: 2.ª Draga más grande del mundo. Hermana de la Draga Cristóbal Colón, de características similares.

- Fallpipes de 34.000 dwt SIMON STEVIN y JOSEPH PLATEAU, para Jan de Nul, entregados en 2011 y 2013.